# Steeg (Tyrolsko)
Steeg je obec v Rakousku ve spolkové zemi Tyrolsko v okrese Reutte.
Žije zde 712 obyvatel (1. 1. 2011).